# Augustinas Klimavičius
Augustinas Klimavičius (Kaunas, 27 de abril de 2001) es un futbolista lituano que juega en la demarcación de delantero en el FA Šiauliai de la A Lyga.

## Selección nacional
Tras jugar en la selección de fútbol sub-17 de Lituania, la sub-19 y la sub-21, finalmente el 25 de marzo de 2022 debutó con la selección absoluta en un  partido contra San Marino que finalizó con un resultado de 1-2 a favor del combinado lituano tras el gol de Filippo Fabbri para el combinado sanmarinense, y de Linas Mėgelaitis y el propio Klimavičius para Lituania.

## Clubes
| Club         | País     | Año       | Partidos | Goles |
| ------------ | -------- | --------- | -------- | ----- |
| FC Hegelmann | Lituania | 2022-2023 | 31       | 8     |
| FA Šiauliai  | Lituania | 2024-     |          |       |